# Mnesímac
|  | Per a altres significats, vegeu «Mnesímac de Faselis». |

Mnesímac (Mnesimachus, Μνησίμαχος) fou un poeta còmic grec de la comèdia mitjana, esmentat per Suides i Ateneu. Eudòxia Macrembolitissa el considera dins la nova comèdia.
Obres seves foren:
- Βούσιρις
- Δύσκολος
- Ἱπποτρόφος
- Φίλιππος
- Ἀλκμαίων
- Ἰσθμιονίκη
- Φαρμακοπώλη[1]